# 宮下誠
宮下 誠（みやした まこと、1961年 - 2009年5月23日）は、日本の美術史家。専門は20世紀西洋美術史、美術史学史、画像解釈学、一般芸術学。パウル・クレー研究で知られる。東京都出身。

## 略歴
- 1985年　早稲田大学第一文学部美術史学専修卒業
- 1988年　早稲田大学大学院文学研究科芸術学（美術史）専攻修士課程修了
- 1992年　バーゼル大学哲学部美術史学科大学院修士課程修了
- 1993年　バーゼル大学哲学部美術史学科大学院博士課程単位取得博士論文執筆資格取得退学
- 1994年　早稲田大学大学院文学研究科芸術学（美術史）専攻博士後期課程単位取得退学
- 1999年　別府大学大学院文学研究科文化財学専攻助教授
- 2000年　國學院大學文学部哲学科助教授
- 2006年　國學院大學文学部哲学科教授
- 2007年　バーゼル大学哲学部美術史学科大学院博士課程修了
- 2009年　5月23日に学会のため出張していた滞在先の京都のホテルで心不全のため死去

## 著書
- 『逸脱する絵画-20世紀芸術学講義I』法律文化社 2002年
- 『迷走する音楽-20世紀芸術学講義II』法律文化社 2004年
- 『20世紀絵画 - モダニズム美術史を問い直す』光文社新書 2005年
- 『20世紀音楽 - クラシックの運命』光文社新書　2006年
- 『「クラシック」の終焉?―未完の20世紀音楽ガイドブック』法律文化社 2007年
- 『カラヤンがクラシックを殺した』2008　光文社新書
- 『ゲルニカ  ピカソが描いた不安と予感』光文社新書 2008年
- 『パウル・クレーとシュルレアリスム』水声社 2008年
- 『越境する天使パウル・クレー』春秋社　2009
- 『クリムト金色の交響曲』小学館　2009

## 翻訳
- カローラ・ギーディオン＝ヴェルカー『パウル・クレー』PARCO出版 1994年
- ヴィム・ヴェンダース『かつて…』PARCO出版 1994年
- ロタール・フィッシャー『マックス・エルンスト』PARCO出版 1995年